# Cove (Oregon)
Cove az Amerikai Egyesült Államok északnyugati részén, Oregon állam Union megyéjében, La Grandétól keletre és Uniontól északra, a Grande Ronde-völgy keleti szélén helyezkedik el. A 2010. évi népszámláláskor 552 lakosa volt. A város területe 1,99 km², melynek 100%-a szárazföld.
A közösség területén keresztülfolyik a Grande Ronde-folyó mellékága, a Mill-patak, amely nyugatról, a Wallowa-hegységből ered. A várostól 5 km-re keletre található a 2200 méter magas Fanny-hegy. Cove-ot átszeli a 237-es út.
A település központjában található a 100 diákot oktató gimnázium, a Cove High Scool. Az intézmény tagja az iskolákat atlétikai teljesítményük alapján rangsoroló Oregon School Activities Association Wapiti-ligájának; a csoport résztvevői még Burns, Elgin, Enterprise, Imbler és Union helyi iskolái, illetve a Grant Union High School.
A Wallowa-hegység szélén található a 4,6×4,6 méter alapterületű Cove Hot Springs Pool termálvizes medence.

## Történet
Európai–amerikaiak 1862-ben jelentek meg itt, majd 1863-ban Samuel G. French vezetésével Forest Grove néven postahivatalt létesítettek. A közösség nevét 1868-ban a posta Cove-ra változtatta, mivel a Forest Grove név már foglalt volt. A helység területét az 1870-es években jelölték ki a Kék-hegység második útja (Ruckles Road) mentén.
A környéken számos cayuse és nez perce indián él, akik a régióra Wiweeletitpe (kiejtése: wee-walla-tit-puh; jelentése: „Sok, a területen átfolyó patak”) néven hivatkoznak.

## Éghajlat
A város éghajlata a Köppen-skála szerint meleg nyári mediterrán (Csb-vel jelölve). A legcsapadékosabb a november–január és az április–június-, a legszárazabb pedig a július–szeptember közötti időszak. A legmelegebb hónap július, a leghidegebb pedig január.
| Hónap                                   | Jan.  | Feb.  | Már.  | Ápr.  | Máj. | Jún. | Júl. | Aug. | Szep. | Okt.  | Nov.  | Dec.  | Év    |
| --------------------------------------- | ----- | ----- | ----- | ----- | ---- | ---- | ---- | ---- | ----- | ----- | ----- | ----- | ----- |
| Rekord max. hőmérséklet (°C)            | 18,0  | 19,0  | 24,0  | 29,0  | 34,0 | 37,0 | 39,0 | 42,0 | 38,0  | 31,0  | 24,0  | 19,0  | 42,0  |
| Átlagos max. hőmérséklet (°C)           | 3,0   | 5,9   | 9,7   | 14,4  | 19,1 | 23,0 | 29,0 | 28,6 | 23,4  | 16,6  | 8,7   | 4,0   | 15,5  |
| Átlaghőmérséklet (°C)                   | −1,2  | 1,2   | 4,2   | 7,7   | 11,7 | 15,1 | 19,4 | 18,9 | 14,4  | 9,3   | 3,8   | −0,2  | 8,7   |
| Átlagos min. hőmérséklet (°C)           | −5,4  | −3,6  | −1,4  | 1,0   | 4,2  | 7,1  | 9,8  | 9,1  | 5,4   | 1,9   | −1,2  | −4,3  | 1,9   |
| Rekord min. hőmérséklet (°C)            | −33,0 | −30,0 | −26,0 | −12,0 | −6,0 | −3,0 | 0,0  | −1,0 | −8,0  | −14,0 | −26,0 | −31,0 | −33,0 |
| Átl. csapadékmennyiség (mm)             | 57    | 44    | 53    | 58    | 65   | 56   | 15   | 20   | 33    | 47    | 65    | 59    | 572   |
| Forrás: Western Regional Climate Center |       |       |       |       |      |      |      |      |       |       |       |       |       |

## Népesség

### 2010
A 2010-es népszámláláskor a városnak 552 lakója, 240 háztartása és 161 családja volt. A népsűrűség 277,4 fő/km2. A lakóegységek száma 257, sűrűségük 129,2 db/km2. A lakosok 91,1%-a fehér,  0,7%-a indián, 1,6%-a ázsiai, 0,2%-a a Csendes-óceáni szigetekről származik, 1,6%-a egyéb, 4,7%-a pedig kettő vagy több etnikumú. A spanyol vagy latino származásúak aránya 3,6% (2% mexikói,   1,6% egyéb spanyol vagy latino származású.)
A háztartások 28,3%-ában élt 18 évnél fiatalabb. 56,7% házas, 7,9% egyedülálló nő, 2,5% egyedülálló férfi, 32,9% pedig nem család. 30% egyedül élt; 14,6%-uk 65 éves vagy idősebb. Egy háztartásban átlagosan 2,3 személy élt; a családok átlagmérete 2,75 fő.
A medián életkor 50 év volt. A város lakóinak 22,1%-a 18 évesnél fiatalabb, 3,4% 18 és 24 év közötti, 17,6%-uk 25 és 44 év közötti, 33,7%-uk 45 és 64 év közötti, 23,2%-uk pedig 65 éves vagy idősebb. A lakosok 48,9%-a férfi, 51,1%-a pedig nő.

### 2000
A 2000-es népszámláláskor  a városnak 594 lakója, 231 háztartása és 176 családja volt. A népsűrűség 298,5 fő/km2. A lakóegységek száma 247, sűrűségük 124,1 db/km2. A lakosok 95,45%-a fehér, 0,17%-a afroamerikai, 1,35%-a indián, 0,17%-a ázsiai, 0,34%-a a Csendes-óceáni szigetekről származik, 1,85%-a egyéb-, 0,67%-a pedig kettő vagy több etnikumú. A spanyol vagy latino származásúak aránya 2,19% (1,7% mexikói, 0,2% Puerto Ricó-i,  0,3% pedig egyéb spanyol/latino származású.)
A háztartások 31,2%-ában élt 18 évnél fiatalabb. 65,8% házas, 8,7% egyedülálló nő; 23,4% pedig nem család. 21,2% egyedül élt; 12,1%-uk 65 éves vagy idősebb. Egy háztartásban átlagosan 2,57 személy élt; a családok átlagmérete 2,94 fő.
A város lakóinak 26,1%-a 18 évesnél fiatalabb, 6,1% 18 és 24 év közötti, 23,1%-uk 25 és 44 év közötti, 27,6%-uk 45 és 64 év közötti, 17,2%-uk pedig 65 éves vagy idősebb. A medián életkor 42 év volt. Minden 100 nőre 89,2 férfi jut; a 18 évnél idősebb nőknél ez az arány 88,4.
A háztartások medián bevétele 38 542 amerikai dollár, ez az érték családoknál $42 344. A férfiak medián keresete $31 793, míg a nőké $24 063. A város egy főre jutó bevétele (PCI) $15 872. A családok 11,1%-a, a teljes népesség 12,9%-a élt létminimum alatt; a 18 év alattiaknál ez a szám 16,3%, a 65 évnél idősebbeknél pedig 8%.

## Nevezetes személyek
- Dean Smith – postarepülő-pilóta, telepes[14]
- Frank E. Childs – lovasedző[15]
- Greg Barreto – képviselő[16]
- Lee Morse – énekesnő[17]

## Fordítás
Ez a szócikk részben vagy egészben  a   Cove, Oregon című angol Wikipédia-szócikk ezen változatának fordításán alapul.  Az eredeti cikk szerkesztőit annak laptörténete sorolja fel. Ez a jelzés csupán a megfogalmazás eredetét és a szerzői jogokat jelzi, nem szolgál a cikkben szereplő információk forrásmegjelöléseként.